# Ophiodes intermedius
Ophiodes intermedius là một loài thằn lằn trong họ Anguidae. Loài này được Boulenger mô tả khoa học đầu tiên năm 1894.